# مايكل سميث

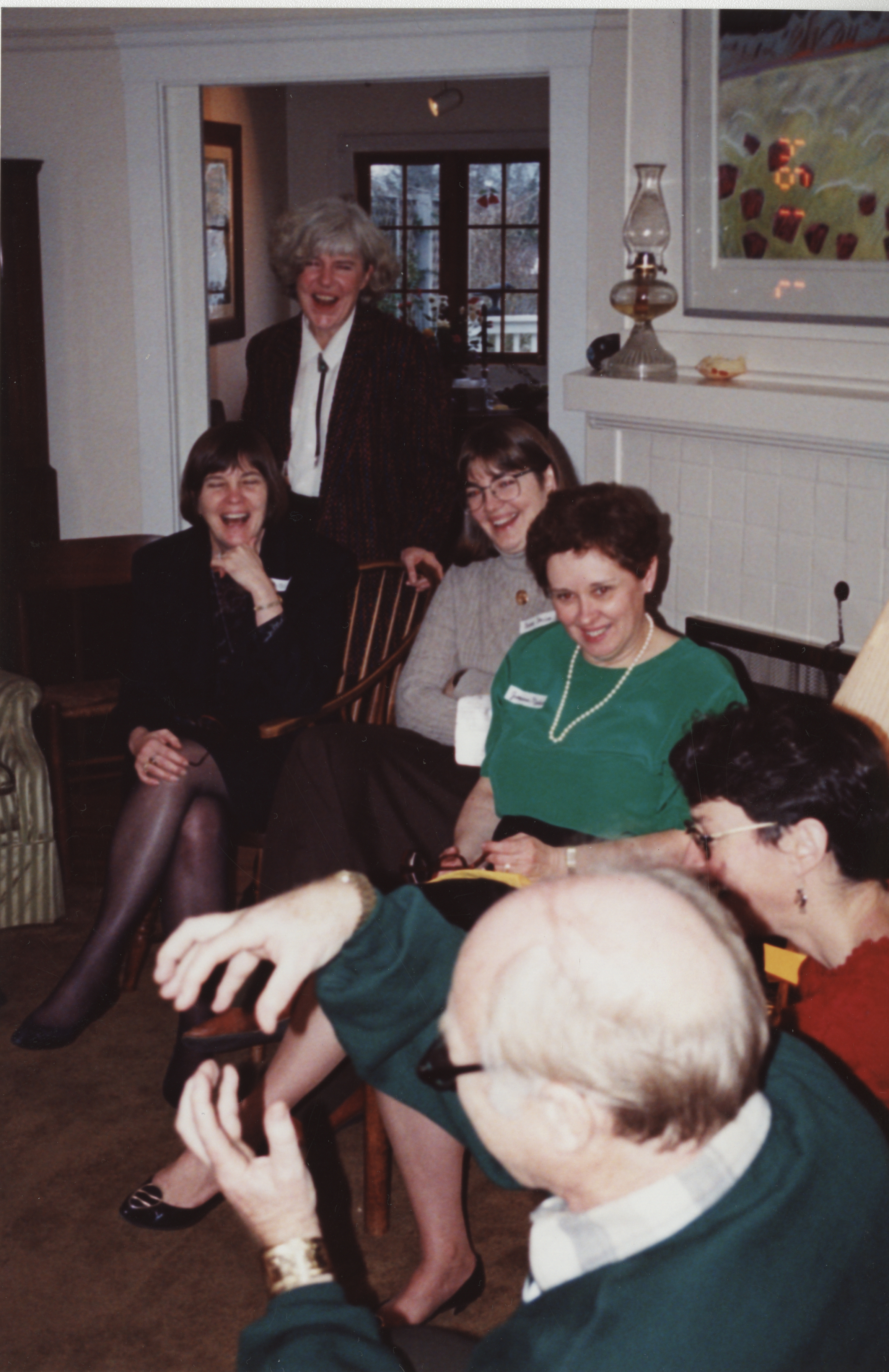
مايكل سميث ، الحائز على جائزة نوبل ، حفلة في منزل ماري فيكرز 1994

مايكل سميث، الحاصل على وسام كندا ووسام كولومبيا البريطانية وزمالة الجمعية الملكية (26 أبريل 1932 - 4 أكتوبر 2000) كان عالم كيمياء حيوية ورجل أعمال كندي وُلد في بريطانيا. شارك جائزة نوبل في الكيمياء في عام 1993 مع كاري موليس لعمله في تطوير تقنية التطفر نوعي الموقع. بعد حصوله على درجة الدكتوراه في عام 1956 من جامعة مانشستر، أجرى أبحاثًا ما بعد الدكتوراه مع هار غوبند خورانا (الحائز على جائزة نوبل) في مجلس أبحاث كولومبيا البريطانية في فانكوفر بمقاطعة كولومبيا البريطانية، كندا. في وقت لاحق، عمل سميث في مجلس الأبحاث المتعلقة بمصايد الأسماك في مختبر كندا في فانكوفر قبل تعيينه أستاذًا للكيمياء الحيوية في كلية الطب بجامعة كولومبيا البريطانية في عام 1966. تضمنت مهنة سميث عمله كمدير مؤسس لمختبر جامعة كولومبيا البريطانية للتقانة الحيوية (1987-1995) والقائد العلمي المؤسس لشبكة هندسة البروتين لمراكز التميز (PENCE). في عام 1996، سُمي الأستاذ المتميز في التقانة الحيوية. في وقت لاحق، أصبح المدير المؤسس لمركز تسلسل الجينوم (يسمى الآن مركز علوم الجينوم) في مركز أبحاث السرطان في كولومبيا البريطانية.

## تعليمه وحياته المبكرة
ولد سميث في 26 أبريل عام 1932، في بلاكبول، لانكشر، إنجلترا. هاجر إلى كندا في عام 1956 وأصبح مواطنًا كنديًا في عام 1963. تزوج سميث هيلين وود كريستي في 6 أغسطس عام 1960، في جزيرة فانكوفر، كولومبيا البريطانية، كندا. أنجب الزوجان ثلاثة أطفال (توم وإيان وويندي) وثلاثة أحفاد، لكنهما انفصلا في عام 1983. في سنواته الأخيرة، عاش سميث مع شريكته إليزابيث رينز في فانكوفر حتى وفاته في 4 أكتوبر عام 2000.
حضر سميث أولاً مدرسة كنيسة سانت نيكولاس في إنجلترا، وهي مدرسة ابتدائية حكومية. في ذلك الوقت، كان عدد قليل من الأطفال من المدارس الحكومية في إنجلترا يكملون دراستهم الأكاديمية، لكن أداء سميث كان جيدًا في اختبار إيليفين بلاس، وكان استثنائيًا. حصل على منحة دراسية مكنته من الذهاب إلى مدرسة أرنولد للبنين. سمحت له منحة دراسية أخرى بدراسة الكيمياء في جامعة مانشستر، حيث لاحق اهتمامه بالكيمياء الصناعية وحصل على درجة البكالوريوس في العلوم تلتها درجة الدكتوراه في عام 1956 عن بحثه في الكيمياء الفراغية للديولات.

## مهنته

### عمله كباحث
بدأت مهنة سميث البحثية بزمالة ما بعد الدكتوراه في مجلس أبحاث كولومبيا البريطانية تحت إشراف خورانا، الذي كان يطور تقنيات جديدة لتشكيل النوكليوتيدات. كان تطبيق مبادئ الفيزياء والكيمياء على الكائنات الحية أمرًا جديدًا في ذلك الوقت، تم تحديد الدنا على أنه المادة الوراثية للخلية، وكان خورانا وآخرون يبحثون في كيفية تشفير الحمض النووي للبروتينات التي تشكل الكائن الحي. في عام 1960، عندما قبل خورانا منصبًا جامعيًا في مرافق مختبرية ممتازة في معهد الأبحاث الإنزيمية في جامعة ويسكونسن-ماديسون، انتقل سميث معه.
بعد بضعة أشهر في ويسكونسن، عاد سميث إلى فانكوفر كعالم ورئيس قسم الكيمياء في مركز فانكوفر التقني التابع لمجلس الأبحاث المتعلقة بمصايد الأسماك (FRB) في كندا. خلال عمله هذا، أجرى دراسات حول عادات التغذية وطرق النجاة لسمك السلمون، بالإضافة إلى تحديد المنبهات الشمية التي توجه حركة سمك السلمون. رغم ذلك، بقي اهتمامه الرئيسي في البحث موجهًا نحو تشكيل الأحماض النووية، إذ حصل على منحة بحثية لخدمة الصحة العامة بالولايات المتحدة.

## روابط خارجية
- مايكل سميث على موقع الموسوعة البريطانية (الإنجليزية)
- مايكل سميث على موقع مونزينجر (الألمانية)
- مايكل سميث على موقع إن إن دي بي (الإنجليزية)